# Сибирские снайперы
«Сиби́рские сна́йперы» — молодёжная команда по хоккею с шайбой из Новосибирска. С 2009 года выступает в Чемпионате Молодёжной хоккейной лиги. Представитель конференции «Восток».

## История
История команды началась одновременно с созданием Молодёжной хоккейной лиги — 26 марта 2009 года. Образована на основе фарм-клуба «Сибири». С 2009 года выступает в Молодёжной хоккейной лиге.
После того, как лигой было принято решение переименовать молодёжные команды так, чтобы в них не было «двоек», указывающих на молодёжный состав, был объявлен конкурс на лучшее название молодёжного клуба. Бурную дискуссию вызвал выбор названия для новосибирской молодёжной команды. Победивший на интернет-голосовании вариант «Сибирские песцы» вызвал недовольство многих болельщиков, которое стало причиной второго голосования. Победителем стало название «Сибиряк». Но болельщики оказались недовольны и им из-за старомодности этого варианта названия. В результате администрацией клуба было принято решение остановить выбор на варианте «Сибирские Снайперы». Однако песец появился на эмблеме клуба. Примечательно, что название «Сибирские Песцы» носит клуб болельщиков хоккейного клуба «Сибирь» и выступает под ним на различных турнирах, как правило, товарищеского ранга.

## Выступления в МХЛ
| Сезон   | Регулярный чемпионат                                                                  | Плей-офф                |
| ------- | ------------------------------------------------------------------------------------- | ----------------------- |
| 2009-10 | 9-е место (из 9) в дивизионе «Восток»                                                 | —                       |
| 2010-11 | 7-е место (из 7) в дивизионе «Урал-Сибирь»                                            | —                       |
| 2011-12 | 7-е место (из 8) в дивизионе «Урал-Сибирь»                                            | —                       |
| 2012-13 | 11-е место (из 16) в конференции «Восток»                                             | —                       |
| 2013-14 | 5-е место (из 10) дивизионе «Урал-Сибирь» (9-е место (из 20) в конфекренции «Восток») | поражение в 1/8 финала  |
| 2014-15 | 5-е место (из 9) дивизионе «Урал-Сибирь» (10-е место (из 19) в конференции «Восток»)  | поражение в 1/16 финала |
| 2015-16 | 4-е место (из 8) дивизионе «Урал-Сибирь» (8-е место (из 16) в конференции «Восток»)   | поражение в полуфинале  |
| 2016-17 | 7-е место (из 16) в конференции «Восток»                                              | поражение в 1/4 финала  |
| 2017-18 | 3-е место (из 16) в конференции «Восток»                                              | поражение в 1/8 финала  |
| 2018-19 | 10-е место (из 16) в конференции «Восток»                                             | —                       |
| 2019-20 | 6-е место (из 17) в конференции «Восток»                                              | поражение в 1/8 финала  |
| 2020-21 | 10-е место (из 15) в конференции «Восток»                                             | —                       |
| 2021-22 | 16-е место (из 17) в конференции «Восток»                                             | —                       |
| 2022-23 | 2-е место (из 9) в дивизионе «Серебряный» конференции «Восток»                        | поражение в 1/8 финала  |
| 2023-24 | 8-е место (из 9) в дивизионе «Золотой» конференции «Восток»                           | —                       |

## Руководство и тренерский штаб
| - Главный тренер — Волков Эдуард Владимирович - Ассистент тренера — Яковлев Дмитрий Васильевич - Ассистент тренера — Первушин Владимир Геннадьевич - Видеотренер — Капкайкин Константин Геннадьевич - Тренер по физической подготовке — Пранкевич Сергей Борисович - Тренер вратарей — Минигалиев Владислав Александрович | - Генеральный директор — Крутохвостов Лев Игоревич - Генеральный менеджер — Меркулов Виктор Андреевич - Исполнительный директор — Глазков Андрей Иванович - Начальник команды — Рыжих Игорь Юрьевич |

## Лучшие показатели в чемпионатах МХЛ
| Индивидуальные рекорды игроков за один сезон Регулярный чемпионат |                   |       |         |
| Статистика                                                        | Игрок             | Всего | Сезон   |
| Голы                                                              | Никита Баженов    | 26    | 2015-16 |
| Передачи                                                          | Константин Окулов | 39    | 2013-14 |
| Очки                                                              | Константин Окулов | 63    | 2013-14 |
| Очки, защитник                                                    | Иван Глазков      | 34    | 2012-13 |
| Лучший + / -                                                      | Владимир Ощепков  | +29   | 2014-15 |
| Штр. минуты                                                       | Егор Репецкий     | 147   | 2010-11 |
| Лучший КН (вратарь) Сыгравший не менее 1200 минут                 | Алексей Красиков  | 2.15  | 2015-16 |
| Победы (вратарь)                                                  | Вадим Орехов      | 18    | 2014-15 |

| Рекорды команды за один сезон Регулярный чемпионат |       |         |
| Статистика                                         | Всего | Сезон   |
| Больше всего очков                                 | 89    | 2013-14 |
| Больше всего побед                                 | 30    | 2013-14 |
| Больше всего ГЗ                                    | 186   | 2013-14 |
| Меньше всего ГЗ                                    | 107   | 2010-11 |
| Больше всего ГП                                    | 226   | 2021-22 |
| Меньше всего ГП                                    | 116   | 2015-16 |

## Ежегодные результаты

### Регулярный чемпионат
Примечание: И — количество игр, В — выигрыши в основное время, ВО — выигрыши в овертайме, ВБ — выигрыши по буллитам, ПО — проигрыши в овертайме, ПБ — проигрыши по буллитам, П — проигрыши в основное время, ГЗ — голов забито, ГП — голов пропущено, О — очки, Штр — штрафные минуты.
| Сезон     | И  | В  | ВО | ВБ | ПБ | ПО | П  | О   | ГЗ  | ГП  | Штр  |
| --------- | -- | -- | -- | -- | -- | -- | -- | --- | --- | --- | ---- |
| 2009-2010 | 54 | 12 | 1  | 2  | 1  | 5  | 33 | 48  | 135 | 211 | 895  |
| 2010-2011 | 53 | 10 | 0  | 3  | 0  | 3  | 37 | 39  | 107 | 186 | 1018 |
| 2011-2012 | 60 | 16 | 1  | 3  | 1  | 3  | 36 | 60  | 141 | 220 | 1033 |
| 2012-2013 | 60 | 20 | 3  | 5  | 1  | 1  | 30 | 78  | 169 | 196 | 1070 |
| 2013-2014 | 56 | 26 | 1  | 3  | 3  | 0  | 23 | 89  | 186 | 159 | 900  |
| 2014-2015 | 52 | 23 | 3  | 0  | 4  | 1  | 21 | 80  | 177 | 176 | 651  |
| 2015-2016 | 44 | 16 | 5  | 2  | 4  | 3  | 14 | 69  | 121 | 116 | 565  |
| 2016-2017 | 60 | 30 | 2  | 2  | 2  | 7  | 17 | 107 | 199 | 150 | 814  |
| 2017-2018 | 60 | 37 | 3  | 0  | 2  | 0  | 18 | 119 | 197 | 138 | 697  |
| 2018-2019 | 60 | 23 | 2  | 3  | 3  | 4  | 25 | 63  | 140 | 147 | 705  |
| 2019-2020 | 64 | 30 | 4  | 3  | 7  | 4  | 16 | 85  | 207 | 169 | 865  |
| 2020-2021 | 56 | 18 | 5  | 2  | 5  | 5  | 21 | 60  | 159 | 172 | 602  |
| 2021-2022 | 64 | 11 | 2  | 3  | 1  | 3  | 43 | 36  | 138 | 226 | 708  |
| 2022-2023 | 50 | 20 | 4  | 4  | 3  | 4  | 15 | 63  | 180 | 157 | 631  |
| 2023-2024 | 50 | 20 | 2  | 2  | 3  | 4  | 19 | 55  | 156 | 167 | 603  |

### Плей-офф
| Сезон     | И  | В | ВО | ВБ | ПБ | ПО | П | ГЗ | ГП | Штр |
| --------- | -- | - | -- | -- | -- | -- | - | -- | -- | --- |
| 2013-2014 | 8  | 3 | 2  | 0  | 1  | 0  | 2 | 25 | 20 | 94  |
| 2014-2015 | 3  | 0 | 0  | 0  | 0  | 0  | 3 | 8  | 16 | 59  |
| 2015-2016 | 11 | 4 | 2  | 0  | 0  | 1  | 4 | 31 | 28 | 215 |

- 2013—2014

1/16 финала: Сибирские снайперы — Реактор — 3:0 (4:1, 3:2от, 6:3)
1/8 финала: Сибирские снайперы — Омские ястребы — 2:3 (3:4б, 1:0от, 1:2, 4:2, 3:6)
- 2014—2015

1/16 финала: Сибирские снайперы — Реактор — 0:3 (4:7, 2:4, 2:5)
- 2015—2016

1/8 финала: Сибирские снайперы — Омские ястребы — 3:1 (0:2, 6:2, 3:1, 4:3от)
1/4 финала: Сибирские снайперы — Стальные лисы — 3:1 (2:3от, 4:3от, 6:1, 3:1)
1/2 финала: Сибирские снайперы — Локо — 0:3 (2:5, 0:3, 1:4)
- 2016—2017

1/8 финала: Сибирские снайперы — Стальные лисы — 3:2 (1:4, 4:3Б, 3:4, 5:1, 1:2)
1/4 финала: Сибирские снайперы — Реактор — 2:3 (2:5, 2:1, 1:3, 4:3, 1:6)
- 2017—2018

1/8 финала: Сибирские снайперы — Белые медведи — 0:3 (3:4ОТ, 3:7, 0:1ОТ)
- 2019—2020

1/8 финала: Сибирские снайперы — Ирбис — 0:3 (0:4, 2:3Б, 2:3)
- 2022—2023

1/8 финала: Сибирские снайперы — Омские ястребы — 0:3 (1:5, 3:5, 1:7)

## Лучшие бомбардиры команды
- 2009—2010 — Артём Бурделёв — 39 (17+22)
- 2010—2011 — Руслан Карбутов — 39 (21+18)
- 2011—2012 — Сергей Шумаков — 46 (18+28)
- 2012—2013 — Алексей Лучников — 45 (16+29)
- 2013—2014 — Константин Окулов — 63 (24+39)
- 2014—2015 — Семён Иванов — 43 (23+20)
- 2015—2016 — Михаил Назаров — 47 (11+36)
- 2016—2017 — Александр Локтев — 62 (30+32)
- 2017—2018 — Никита Шашков — 53 (32+21), Даниил Лапин — 53 (24+29)
- 2018—2019 — Георгий Юров — 38 (16+22)
- 2019—2020 — Георгий Юров — 60 (21+39)
- 2020—2021 — Дмитрий Овчинников — 51 (20+31)
- 2021—2022 — Егор Верхорубов — 38 (11+27)
- 2022—2023 — Иван Климович — 52 (23+29)
- 2023—2024 — Клёсов Егор — 41 (18+23)
- 2024—2025 — Егор Климович — 62 (27+35)

## Участники Кубка Вызова МХЛ
- 2010 — Максим Игнатович З
- 2012 — Владимир Соболев Н
- 2013 — Владимир Бутузов Н
- 2014 — Константин Окулов Н
- 2015 — Константин Чеботаев Н
- 2016 — Алексей Красиков В
- 2017 — Никита Коротков Н
- 2018 — Илья Морозов З, Никита Михайлов Н
- 2019 — Даниил Лапин Н
- 2020 — Никита Ефремов З
- 2022 — Артём Жуков З, Иван Климович Н
- 2023 — Александр Лукин З, Владимир Михалёв Н.

## Главные тренеры
- Валерий Трипузов (2009)
- Олег Шулаев (2009—2010)
- Андрей Евстафьев (2010—2011)
- Виктор Лаухин (2011—2013)
- Николай Заварухин (2013—2014)
- Андрей Яуфман (2014—2015)
- Николай Заварухин (2015—2016)
- Ярослав Люзенков (2016—2019)
- Дмитрий Гоголев (2019—2022)
- Лев Бердичевский (2022—2024)
- Юрий Кузнецов (2024)
- Денис Маскаленко (2024-н.в.)